# Australian Navy Aviation Group
Australian Navy Aviation Group (mniej formalnie, Fleet Air Arm - FAA) część Royal Australian Navy odpowiedzialna za morskie operacje powietrzne, zwłaszcza w zakresie zwalczania okrętów podwodnych oraz przeciwko okrętom nawodnym (anti-surface warfare)
W skład FAA wchodzą:
|                        | Aktywne            | Rezerwa            |
| Helikoptery bojowe     | Helikoptery bojowe | Helikoptery bojowe |
| ---------------------- | ------------------ | ------------------ |
| NHI NH90               | 1                  | 5                  |
| Sikorsky S-70          | 16                 |                    |
| Sea King 50            | 5                  |                    |
| Helikoptery treningowe |                    |                    |
| A109                   | 2                  |                    |
| AS350                  | 12                 |                    |